# To Heart
To Heart (トゥハートTu Hāto?) es un anime y manga japonés basado en el videojuego eroge del mismo nombre. Tiene 13 episodios y se estrenó en abril de 1999. Está basado en las situaciones comunes de secundaria. Los protagonistas son Akari Kamigishi y Hiroyuki Fujita. Son amigos de la infancia y con el tiempo se enamoran. La tecnología se muestra muy avanzada y eso se ve al ver a los robots Multi, Serio y Feel.
Fue muy exitosa y se hizo un videojuego y secuelas. To Heart ~remember my memories~ y ToHeart2 que no tuvo una gran acogida.
Curiosamente parece que ToHeart ocurre años después de los eventos de Shizuku otro videojuego eroge. Pues en To Heart ~remember my memories~ se menciona a dos personajes: Yuusuke Nanase y Mizuho Aihara de manera indirecta.

## ToHeart
La historia de "To Heart" está constituida por 13 episodios y se centra mayormente en lo cotidiano donde los protagonistas son Akari y Hiroyuki que dentro en el transcurso de sus vidas ellos poco a poco se enamoran, los dos cuentan con buenos amigos que son Masashi, Shiho, Lemmy y Tomoko pero que más adelante conocen a nuevas personas que por algún y otro motivo se hacen amigos que son Multi, Ayaka, Rio, Kotone, Aoi y Serika. Multi se caracteriza por ser un Robot con sentimientos y que poco a poco también empieza a encariñarse con Hiroyuki.

## ToHeart ~remember my memories~
"ToHeart ~remember my memories~" cuenta con 13 episodios y la historia se centra un año después del lanzamiento de "ToHeart" y aquí todos están a punto de acabar la preparatoria. La historia se hace más importante porque habla más sobre los protagonistas, Akari, Multi y Hiroyuki. A los comienzos de la serie Multi pierde sus recuerdos y esto hará que Hiroyuki pase más tiempo con Multi, debido a esto, Akari entrara en un estado de celos donde se verá forzada a declararle sus sentimientos a Hiroyuki pero este queda confundido por tal momento que terminan en discordia. Multi al ver esto caerá en un estado de depresión y su sistema se verá gravemente afectado. Cuando los circuitos de Multi están a punto de apagarse sus amigos desean ayudarla pero ella decide que está bien así y que no le hagan ningún tipo de mantenimiento, pocos minutos después los circuitos de Multi finalmente se apagan. Pasan algunos años donde Akari y Hiroyuki ya son adultos y como empleados de una empresa Robótica para que después de tantos años, den vida otra vez a Multi.

## ToHeart 2
Se desarrolla dos años después de que Akari y Hiroyuki se graduaran de la preparatoria, centrándose en la relación existente entre otra pareja de amigos que apenas está iniciando curso, Konomi Yuzuhara y Takaki Kono e intercalando su historia con la de sus compañeros y amigos de instituto, entre ellas, las gemelas Himeyuri, que ya hicieran aparición en ToHeart ~remember my memories~. 
ToHeart 2 cuenta con 13 Episodios y con 3 OVA's, la última de ellas, aparecida el 28 de septiembre de 2008.

## ToHeart 2 AD
ToHeart 2 Another Days, son dos OVA's aparecidas en Japón el 26 de marzo y 8 de agosto del 2008 y que se encuentran basadas en la novela visual del mismo nombre. Se espera también una próxima continuación de la serie con las OVA's ToHeart 2 AD Plus, de fecha aún desconocida.

## ToHeart 2 ADPlus
ToHeart 2 ADPlus, son dos OVA's aparecidas en Japón el 24 de abril del 2007 y el 7 de octubre del 2009 respectivamente y que se encuentran basadas en la novela visual del mismo nombre.

## ToHeart 2 AdNext
ToHeart 2 ADPlus, son dos OVA's aparecidas en Japón el 23 de septiembre del 2010 y el 22 de diciembre del 2010 respectivamente y que se encuentran basadas en la novela visual del mismo nombre. Su duración es aproximadamente 28 minutos.

## ToHeart 2 Ovas
ToHeart 2 OVAS, son en realidad tres OVA's basadas en la novela visual del mismo nombre aparecidas en Japón entre el 28 de febrero del 2007 y el 28 de septiembre del 2007.

## ToHeart 2 Dungeon Travelers
Es una variante de ToHeart 2 o spin-off de la serie y del juego conformada por dos OVA's. Estas OVA's fueron transmitidas a mediados de junio de 2011. Se trata en que los personajes se encuentran en un mundo de calabozos y dragones.

## Personajes
- Anexo:Personajes de ToHeart

- Hiroyuki Fujita (藤田浩之 Fujita Hiroyuki)

Seiyuu: Kazuya Ichijo
Es el personaje principal de la serie y amigo de Akari y Masashi desde la infancia. A primera vista puede parecer perezoso y sarcástico. Pero a pesar de esto inconscientemente ayuda a otros. Es muy carismático y agradable. El y Akari son amigos muy cercanos. Sin embargo parece haber olvidado varios recuerdos que Akari tiene de ellos de la infancia.
En ToHeart ~Remember My Memories~ pasa más tiempo con Multi lo que hace que Akari se encele y Multi se estropee. Después le propone matrimonio a Akari pero el anillo le quedó chico y Hiroyuki lo tuvo que cambiar. Años después Akari aun tiene que despertarlo y juntos despiertan a Multi.
En Comic Party muestran una escena graciosa de Kazuki imaginándose en los zapatos de Hiroyuki.
- Akari Kamigishi (神岸あかり Kamigishi Akari)

Seiyuu: Ayako Kawasumi
Akari es el personaje principal de la serie. Es muy tímida, amable y gentil. Es el tipo de chica que es muy obvia con sus sentimientos. Uno de sus más preciados recuerdos es de un día de lluvia a inicios de 1º grado, cuando se le cayeron sus libros en un charco. Ella lloró porque estaban arruinados, pero Hiroyuki la ayudó y le dio sus propios libros. Los hobbies de Akari son coleccionar osos de peluche y cocinar. Ha sido amiga de Hiroyuki y Masashi desde la infancia y es muy buena amiga de Shiho desde la secundaria. Akari está enamorada de Hiroyuki, pero es demasiado tímida para decirlo. El diseño de Akari se usó para hacer a Tsukasa Hiiragi de Lucky Star. Es la 2º personaje más popular de la serie.
En ToHeart ~Remember My Memories~ su personalidad se vuelve un poco depresiva y se encela de Multi al ver que ella pasa mucho tiempo con Hiroyuki. Akari se casa con Hiroyuki y años después despiertan a Multi.
- Shiho Nagaoka (長岡志保 Nagaoka Shiho)

Seiyuu: Chieko Higuchi
Inteligente, extrovertida, y siempre entusiasta, Shiho es la mejor amiga de Akari. Siempre presume de lo bien que canta en el karaoke y es muy chismosa e incluso tiene su propia base de datos de todos los estudiantes de su escuela llamada Las Noticias de Shiho-chan. De los chismes que cuenta, según Hiroyuki, el 90% de lo que dice es falso. Shiho tiene una buena relación con Akari y Masashi pero le encanta molestar a Hiroyuki. Se enamora de Hiroyuki pero desiste por su amistad con Akari.
En ToHeart ~Remember My Memories~ parece estar enamorada de Masashi pero nunca lo acepta. Opina que Multi es Tan solo una Robot.
- Multi (マルチ Maruchi) a.k.a. HMX-12

Seiyuu: Yui Horie
Multi es el personaje más popular de la serie, un robot que tiene emociones. Es un robot sirvienta y limpia los pasillos, junto con su “hermana” Serio. Limpia bien pero, irónicamente, no sabe cocinar. Para cargar sus baterías se conecta a un laptop.
En ToHeart ~Remember My Memories~ pierde sus recuerdos de Hiroyuki y este decide ayudarla por lo que Akari se encela. Multi se siente culpable y borra sus memorias de Hiroyuki afectando a Akari y Hiroyuki. Al final entra en modo de sueño por muchos años hasta que Ayaka, Serio, Akari y Hiroyuki la activan otra vez.
- Masashi Sato (佐藤雅史 Satō Masashi)

Seiyuu: Soichiro Hoshi
Masashi es el mejor amigo de Hiroyuki. Es un chico tranquilo y optimista amigo de Hiroyuki y Akari desde la infancia. Normalmente cuando Hiroyuki y Shiho pelean Masashi siempre los tranquiliza. Masashi es muy bueno en los deportes y siempre está ocupado.
En ToHeart ~Remember My Memories~ se explica su relación con Hiroyuki desde el comienzo: Antes, Masashi era muy tímido pero fue ayudado por Hiroyuki y así mejoró su actitud y su habilidad en el soccer. Se le declara a Akari pero ella lo rechaza. En esta temporada, hace muy buena pareja con Shiho.
- Serio (セリオ Serio) a.k.a. HMX-13

Seiyuu: Michiko Neya
Serio es la hermana menor de Multi y un robot sirvienta. Fue creada al mismo tiempo que Multi pero por una división diferente de la compañía. A diferencia de estas no tiene un circuito de emociones. Tiene un satélite. Es la robot personal de Ayaka. Por su carencia de sentimientos es más eficiente y cocina bien. Es muy educada pero no muestra las emociones de Multi.
En ToHeart ~Remember My Memories~ también ayuda a buscar a Multi cuando esta se pierde. Cuando Multi entra en modo permanente de sueño, Serio llora a pesar de no tener emociones.
- Tomoko Hoshina (保科智子 Hoshina Tomoko)

Seiyuu: Aya Hisakawa
Es de Kōbe y es madura, seria y responsable. Es la delegada de la clase. Usa una trenza y gafas, aunque cuando se las quita se ve que es bonita. Varios se burlan de ella por ser la delegada pero ella ignora eso.
En ToHeart ~Remember My Memories~ se cambia de imagen y se quita las gafas y se suelta el cabello. Hiroyuki no la reconoce hasta que se pone sus gafas y se recoge el cabello. Se sabe que se fue de Kōbe por problemas familiares
- Ayaka Kurusugawa (来栖川綾香 Kurusugawa Ayaka)

Seiyuu: Junko Iwao
Es la hermana menor de Serika y pertenece al club de artes marciales, es la campeona. Aoi quiere ser como ella. Para ser la hermana menor es más desarrollada que Serika. Su robot personal es Serio.
- Lemmy Miyauchi (宮内レミィ Miyauchi Remii)

Seiyuu: Rumi Kasahara
Es una chica mitad americana y japonesa quien habla con un acento particular. Es experta en todas las artes de Japón, es buena con las armas y tiene un hámster que se llama Johnny. Su meta es sobresalir entre los demás. Es la más alta de todos. Fue amiga de Hiroyuki en la infancia pero este no la reconoce tiempo después al haberse teñido el cabello de rubio. Practica el tiro al blanco.
En ToHeart ~Remember My Memories~ declara su amor a Hiroyuki y le dice ser la amiga de la infancia que tuvo (además de Akari). Hiroyuki la rechaza diciendo que el ama a Akari.
- Aoi Matsubara (松原 葵 Matsubara Aoi)

Seiyuu: Mayumi Iizuke
Aoi (Azul en japonés) es una chica tímida y temperamental que está obsesionada con las artes marciales, Le propusieron ser parte del equipo de artes marciales de la escuela, pero ella quiso formar un Club de Reglas Extremas de Artes Marciales al que nadie quiso entrar paro es ayudada por Akari y Hiroyuki. Admira a Ayaka.
En ToHeart ~Remember My Memories~ no cambia mucho pero es más fuerte y se ha vuelto amiga entrañable de Kotone.
- Kotone Himekawa (姫川琴音 Himekawa Kotone)

Seiyuu: Kyoko Hikami
Es la 4º más popular de la serie. Es una chica tímida con poderes psíquicos que le permiten conocer el futuro y por eso no tiene amigos. Akari la ayuda y le regala un gato para que no se sienta tan sola.
En ToHeart ~Remember My Memories~ se vuelve cercana a Aoi. Sus poderes evolucionan en Psicoquinesis. También se le declara a Hiroyuki para ser rechazada.
- Gengoro Nagase (長瀬 源五郎 Nagase Gengorō)

Seiyuu: Ryūsuke Ōbayashi
Trabaja para la familia de Ayaka y Serika y es el programador de los circuitos de Multi y Serio. Posteriormente también creó a la robot Peace.
- Tamaki Kōsaka (向 環 環 Kōsaka Tamaki)

Seiyū: Shizuka Itō
Es amiga de la infancia de Takaki y Konomi y la hermana de Yuuji. Está enamorada de Takaki.

## Robóticaen ToHeart
Se puede ver a los robots que se muestran en ToHeart que la tecnología está más avanzada. Por ejemplo las robots Multi y Serio de ToHeart. Aquí una lista de los robots que aparecen en la saga de ToHeart:
- Feel (フィール Fiiru) a.k.a. HMX-11

La primera robot en construirse cronológicamente en la serie. En To Heart remember my memories se sabe que a diferencia de las demás robots de la serie quienes fueron creadas por Gengoro Nanase, esta fue creada por una técnica universitaria llamada Mizuho Aihara (La del videojuego Shizuku, antecesor de ToHeart). Lamentablemente Mizuho murió y la robot no se completó. El robot salió al mercado como robot sin emociones. Multi la llega a conocer. Su seiyuu es Aya Hisakawa. Tiene el pelo negro.
- Multi (マルチ Maruchi) a.k.a. HMX-12

Definitivamente la robot más popular de toda la serie. Hizo amistad con todos los personajes de la serie y tenía que limpiar el colegio en un periodo de prueba. Tiene como Feel, un circuito de emociones. Es la primera robot construida por Gengoro Nanase. Puede sentir y pensar como un ser humano lo que ha hecho llegar a loslugares de popularidad más altos en el ranking del 1998 y 2004 en Japón. Además en To Heart ~remember my memories~ tiene un papel de mayor aparición. La robot Chii de Chobits está basada en ella. Su seiyuu es Yui Horie. Tiene el pelo verde.
- Serio (セリオ Serio) a.k.a. HMX-13

También es popular pero no como Multi. Ella no tiene un circuito de emociones y por eso es más eficiente que Multi. Es una robot formal y cuenta con un satélite. Su seiyuu es Michiko Neya. Tiene el pelo naranja.
- Peace (ピース Pizu) a.k.a. HMX-14

Solo se ve en un videojuego de ToHeart dedicado a Multi. Tiene el pelo marrón.
- Leon (リオン Rion) a.k.a. HMX-16

Es mencionada en ToHeart 2.
- Ilfa (イルファ Irufa) a.k.a. HMX-17a

Aparece en ToHeart 2. Tiene el pelo azul. Debe trabajar en la casa de Sango y Ruri Himeyuri (las gemelas) como un periodo de prueba similar al de Multi. Fue construida y entrenada por Sango. A Ruri le incomoda porque se lleva todo el trabajo. Ruri la odia a diferencia de Ilfa porque Ruri fue quien le enseñó el mundo exterior. Así Ruri cambia un poco de actitud con ella. Su seiyuu es Emiko Hagiwara.
- Milfa (ミルファ Mirufa) a.k.a. HMX-17b

Solo se ve en el videojuego de ToHeart 2. Es igual a Ilfa pero de cabello rosado.
- Shilfa (シルファ Shirufa) a.k.a. HMX-17c

Solo se ve en el videojuego de ToHeart 2. Es igual a Ilfa pero de cabello rubio.

## Banda sonora
- Opening:

Masami Nakatsukasa - Feeling Heart
- Ending:

Yell (Episodios 3-13)
- Ending:

Access (Episodios 1-2)